# Krempe
Krempe (tidligere Crempe) en en by i det nordlige Tyskland, beliggende i delstaten Slesvig-Holsten. Den var tidligere Holstens mindste købstad, beliggende ved Krempe å, en biflod til Stör i Krempe marsk, nordøst for Glückstadt.

## Historie

### Middelalderen
Byen kendes siden 1255. Privilegiet omfattede retten til at indføre Lüneburg-salt så langt som til Itzehoe, og frit at udføre træ og korn. Den fik lübsk stadsret af greven Gerhard I i 1271 og Krempermoor (Krempe mose) som stadsområde.
 Fra 1361 fandtes vest for byen et spedalskhedshus.

### Renæssancen
I 1535 blev byen på foranledning af Christian III befæstet af Johan Rantzau som led i befæstningen af Elbmarsken. Fra 1595 - ifølge andre oplysninger fra 1607 lod Christian IV befæstningerne modernisere for at skabe et samlet kompleks. Disse fæstninger dannede rundt om byen en firkantet plads med 6 runde bastioner. Fæstningen blev omgivet af brede grøfter og forbundet med det faste land med fire dæmninger og broer. Voldgraven var indtil 25 meter bred og voldene indtil 4,5 meter høje. De 4 porte blev kaldt Grevenkopper-, Oster-, Elskopper- og Borsflether-thor. I året 1600 blev en del af befæstningerne ødelagt af en storm. Ligeledes lod kongen oprette et arsenal i byen.
Krempe var frem til 1627 en stapelstad for kornhandelen i området og byens skibsfart var temmelig stor, men da Krempe Å mudrede til, medførte det en tilbagegang for byen. Denne storhedstid var først og fremmest, men ikke udelukkende, knyttet til byens handelsforbindelser med Hamborg, som fra 1580 kontrollerede hele handelen i marskområderne langs Elben og vestkysten. Krempe havde i 1590-erne 19 skibe, hvoraf et på 90 læster blev brug på skibsfart på Venedig, mens den øvrige mindre fartøjer blev brug på skibsfarten på Elben og på Stör så langt som til Kellinghusen. Derimod spillede østersøfarten en mindre rolle: kun et enkelt skib fra Krempe blev i 1575 registreret i Øresund. I 1540 fik byen ret til også at indføre andre slags salt og udføre øl, specifikt også retten til udførsel af træ. Et vidnedsbyrd om handelen var, at i i 1552 klagede Krempe over, at Hamburg i de seneste tre år ikke havde udført så meget øl vestpå som i tidligere år. Dette var dog kun et lokalt tilbageslag, der var forårsaget af en strid om Hamborgs stapelret på Nederelben: i 1540 havde kongen givet indbyggerne i Krempe ret til at sælge øl i områderne omkring Stör og forbudt hamburgerøl i det omkringliggende område. I slutningen af 1500-tallet gik ølbryggeriet tilbage i byerne. Ligeledes opstod der en konflikt med Hamborg, som forsøgte at forhindre byerne i Elbmarsken at udføre korn. I slutningen af 1500-tallet havde Krempe regelmæssig sejlads på Venedig, desuden Spanien og Portugal med udførsel af korn og indførsel af blandt andet frugt, hvilken skibsfart varede til krigen i 1627, med Bremen og Stade, med Emden, forsøg på skibsfart med England, til Norge, Island og Arkhangelsk. Mens Krempe efter 1600 oplevede en tilbagegang i sin handel, oplevede Wilster og Itzehoe en fremgang.
Krempe havde en lang belejring af de kejserlige tropper under Tilly i 1627, men måtte overgive sig på grund af mangel på mad i oktober samme år. Samtidig var der 73 boliger i de østlige forstæder og 55 boliger i vest nedbrændt, og i selve byen blev 41 huse nedrevet og træet anvendt til palisader og som brændselstræ.
Efter anlæggelsen af Glückstadt ved Störs munding i 1616, til dels betinget af at krigsskibe ikke længere kunne besejle Krempe, blev i 1646 en del af befæstningerne og i 1695, 1704 og 1705 resten sløjfede.
Byens tilbagegang fortsatte, og i 1695 og 1696 blev den af regeringen i Glückstadt erklæret for konkurs, hvorefter samtlige bygninger, inklusive rådhuset, blev solgt ved offentlig auktion. Rådhuset blev dog senere købt tilbage takket være indtægten fra et lotteri, som regeringen lod organisere.
Endnu i 1775 var den daværende stadtholder i forbindelse med byggeriet af et nyt rådhus ansvarlig for omdannelsen af byen til en flække.

### I Helstaten
Den gamle kirke fra begyndelsen af det 13. århundrede blev den 19. januar 1814 sprængt i luften ved en krudteksplosion under de svenske troppers ophold i byen.
Byen oplevede en fornyet fremgang efter, at chausséen blev bygget herfra med forbindelser til Glückstadt, Elmshorn og Itzehoe.
Den 6. august 1857 blev åbnet jernbanestrækningen mellem Glückstadt og Itzehoe med station i Krempe.
Byen voksede langsomt i løbet af 1800-tallet: den havde 1.046 indbyggere i 1803, 1.230 indbyggere i 1835, 1.171 indbyggere i 1840, 1.252 indbyggere i 1845, 1.288 indbyggere i 1855 og 1.330 indbyggere i 1860. Håndværk og lidt handel udgjorde befolkningens hovednæringsveje, men Glückstadts og Itzehoes nærhed svækkede stadens vækst. Magistraten bestod af en borgmester, en stadssekretær, og 2 rådsherrer; deputeretkollegiet (byrådet) talte 9 medlemmer.
De hjemmehørende handelsskibes antal og læstedrægtighed fremgår af nedenstående tabel:
| År   | Antal | kmcl |
| ---- | ----- | ---- |
| 1824 | 18    | 57½  |
| 1832 | 22    | 83   |
| 1833 | 23    | 87   |
| 1834 | 20    | 75   |
| 1835 | 18    | 68½  |
| 1836 | 19    | 72   |
| 1837 | 18    | 70½  |
| 1838 | 21    | 82   |
| 1839 | 23    | 73¾  |

I 1855 havde byen 5 tobaksfabrikker, 5 væverier, 1 limfabrik, 1 bomuldsfarveri, 1 naglefabrik, 2 savskærerier, 1 brændevinsdestilleri, 5 bagere, 9 slagtere, 9 smede, 1 guldsmed, 2 låsesmede, 5 manufakturhandlere, 7 kolonialhandlere, 2 vinhandler, 4 kroer og værtshuse, 1 apotek, 2 læger, 1 sparekasse, postekspedition, toldsted. I byen blev afholdt 4 markeder.